# DOI
（簡稱）又称，是用于针对數位資源的标准，对各种对象提供唯一的持久性标识符或句柄，具有对资源进行永久命名标志、动态解析链接的特性。由国际标准化组织（ISO）制定。DOl也适用于统一资源标识符（URI）系统。它们被广泛用于识别学术、专业和政府信息，例如期刊文章、研究报告、数据集和官方出版物。
DOI識別號解析後可連至一份或以上的資料。但識別號本身與解析後導向的資料並不相干，也可能無法取得全部資料，只能得到相關出版品的資訊。DOI的解析協定見諸，RFC 3651描述命名機制，RFC 3650则描述其架構。DOI透過Handle系統解析識別號，但實際應用上大多是透過網站解析，如瀏覽網址 https://doi.org/10.1000/182 （页面存档备份，存于） 就能看到對應識別號10.1000/182的文件資訊。

## 行政組織
國際數位物件識別號基金會（International DOI Foundation）是成立於1998年的非營利組織，是DOI系統的行政主體，目的在保障與DOI系統相關的知識產權，推廣DOI的運用並確保DOI系統的一切改進（如創造、維護、註冊、解析與相關決策）能為全體註冊者使用。
基金會由會員選出的理事會掌理，並設全職主席一名，負責活動計畫與協調。所有有意參與電子出版與相關科技的組織皆可加入會員。

## 命名方式
DOI码由前缀和后缀两部分组成，之间用“/”分开，前缀再以“.”分为两部分。舉例明之，以下是典型的DOI識別碼：
10.1000/182
“10.1000”是前綴，由國際數位物件識別號基金會确定；“10”为DOI目前唯一的特定代码，用以将DOI与其他用同样技术的系统分开；“1000”是注册代理机构的代码，用于分辨不同注册机构，本例中指国际DOI基金会。后缀由資源發行者自行指定，用于分辨一份单独的数字资料，本例中指DOI手册；以書籍為例，它可能是國際標準書號。發行者可以選擇以何單位註冊，例如一本書可以註冊單一的DOI，也可以為各章節分別註冊，甚至獨立註冊其中一張表格或圖片。

## 注册代理机构
目前DOI有12个注册代理机构：
1. 華藝數位（中華民國）
2. BSI Identify （英國）
3. 中国科技信息研究所（中華人民共和國，2007年3月至2011年11月由下属公司万方数据代行职责）
4. CNKI（中国知网，中華人民共和國）
5. CrossRef（美国）
6. DataCite (德国)
7. Entertainment Identifier Registry（EIDR）
8. Human & Digital （HAND, 美国）
9. Japan Link Center（日本）
10. 韓国科學技術情報研究院（英语：Korea Institute of Science and Technology Information）（韓國）
11. mEDRA (欧洲)
12. Publications Office of the European Union (OP) (欧盟)

## 外部連結
- The Digital Object Identifier System（页面存档备份，存于） 來自國際數位物件識別號基金會網站
- Handle System（页面存档备份，存于）
- 中文DOI（中国科学技术信息研究所）